# 무수리 (새)
무수리(Leptoptilos dubius)는 황새목 황새과에 속하는 물새로 인도 아삼 주, 캄보디아에 걸쳐 서식한다. 몸 길이는 145 ~ 150cm, 몸무게는 5 ~ 8kg, 날개 길이는 260 ~ 290cm이다.
머리와 목은 깃털이 없고 암적색을 띠는 피부가 나와 있다. 목에는 목도리처럼 두른 하얀 날개털이 나와 있다. 오른쪽 배는 검은색, 칼깃은 짙은 회색을 띤다. 등의 깃털은 검은색, 가슴과 배의 깃털은 하얀색을 띠고 있다.
홍채는 하얀색, 부리는 노란색, 엷은 갈색, 엷은 회색을 띠고 있으며 목과 목구멍은 주머니 모양의 피부가 늘어진 채로 나와 있다. 이는 열을 발산시키거나 구애가 필요한 상황에서 쓰기 위한 것으로 여겨진다. 뒷다리는 암적색, 얇은 회갈색을 띠고 있다.
어류, 양서류, 파충류, 조류, 작은 포유류, 곤충, 갑각류 등을 잡아먹으며 연못, 늪, 범람한 숲에서 생활한다.